# Coenonympha steni
Coenonympha steni är en fjärilsart som beskrevs av Felix Bryk 1946. Coenonympha steni ingår i släktet Coenonympha och familjen praktfjärilar. Inga underarter finns listade i Catalogue of Life.